# Reyer Venezia Mestre Femminile 2022-2023
Questa voce raccoglie le informazioni riguardanti il Reyer Venezia Mestre Femminile nelle competizioni ufficiali della stagione 2022-2023.

## Stagione
La stagione 2022-2023 della Umana Reyer Venezia è stata la ventesima che ha disputato in Serie A1 dalla rifondazione del 1998. La squadra ha partecipato all'Eurocup: classificatasi prima nella stagione regolare, in semifinale perde per differenza canestri con il Galatasaray Cagdas.

## Verdetti stagionali
Competizioni nazionali
- Serie A1: (24 partite)

stagione regolare: 3º posto su 14 squadre (22 vinte, 4 perse);
play-off: semifinale persa contro Schio (1-2).
- Coppa Italia: (3 partite)

finale persa contro Schio (62-73).
Competizioni europee
- EuroCoppa: (10 partite)

semifinale persa contro Galatasaray per differenza canestri (49-74 e 69-60).

## Organigramma societario
Staff dirigenziale 
- Presidente: Federico Casarin
- Direttore generale: Paolo Roberto De Zotti
- Dirigenti: Eugenio Dalmasson, Stefano Vianello, Antonella Bon

 Staff tecnico
- Allenatore: Andrea Mazzon
- Assistenti: Juan Pernias Escrig, Michele Dall'Ora
- Team Manager: Roberta Meneghel
- Preparatori atletici: Davide Rocco, Alvaro Grespan
- Fisioterapisti: Riccardo Cardani, Martina Vianello
- Medico sociale: Davide Turchetto
- Responsabile area di psicologia sportiva: Federica Tognalini

## Roster
| Umana Reyer Venezia 2022-23 | Umana Reyer Venezia 2022-23 |
| Giocatori                   | Staff tecnico               |
| --------------------------- | --------------------------- |

| N. | Naz.                                            | Ruolo | Nome                | Anno | Alt.   | Peso |  |
| -- | ----------------------------------------------- | ----- | ------------------- | ---- | ------ | ---- |  |
| 0  | Stati Uniti (bandiera)                          | G     | Brooke Johnson (IN) | 1996 | 183 cm |      |  |
| 6  | Italia (bandiera)                               | P     | Matilde Villa       | 2004 | 172 cm |      |  |
| 8  | Belgio (bandiera)                               | A     | Antonia Delaere     | 1994 | 180 cm |      |  |
| 9  | Italia (bandiera)                               | G     | Francesca Pan (C)   | 1997 | 180 cm |      |  |
| 10 | Lettonia (bandiera) · Italia (bandiera)         | C     | Laura Meldere       | 2001 | 190 cm |      |  |
| 13 | Italia (bandiera)                               | C     | Lorela Cubaj        | 1999 | 192 cm |      |  |
| 14 | Italia (bandiera)                               | AG    | Sara Madera         | 2000 | 187 cm |      |  |
| 15 | Giappone (bandiera)                             | P     | Shiori Yasuma       | 1994 | 161 cm |      |  |
| 19 | Italia (bandiera)                               | A     | Martina Fassina     | 1999 | 183 cm |      |  |
| 21 | Italia (bandiera)                               | A     | Anita Carraro       | 2004 | 180 cm |      |  |
| 22 | Italia (bandiera)                               | P     | Mariella Santucci   | 1997 | 170 cm |      |  |
| 30 | Italia (bandiera)                               | G     | Francesca Toffolo   | 2005 | 179 cm |      |  |
| 32 | Stati Uniti (bandiera)                          | C     | Jessica Shepard     | 1996 | 195 cm |      |  |
| 34 | Finlandia (bandiera) · Sudan del Sud (bandiera) | AG    | Awak Kuier          | 2001 | 194 cm |      |  |
| 40 | Italia (bandiera)                               | A     | Anita Franchini     | 2006 | 184 cm |      |  |
| 40 | Italia (bandiera)                               | AG    | Giuditta Nicolodi   | 1995 | 185 cm |      |  |
| 50 | Italia (bandiera)                               | A     | Emma Zuccon         | 2006 | 181 cm |      |  |

| Allenatore                                                                                           |
| - Andrea Mazzon                                                                                      |
| Assistente/i                                                                                         |
| - Michele Dall'Ora - Francesca Di Chiara Legenda - (C) Capitano - (IN) Inattivo - Infortunato Roster |